# ژیگولوی آمریکایی
ژیگولوی آمریکایی (به انگلیسی: American Gigolo) فیلمی محصول سال ۱۹۸۰ و به کارگردانی پل شریدر است. در این فیلم بازیگرانی همچون ریچارد گی‌یر، لورن هوتن، هکتور الیزوندو، نینا ون پالندت، بیل دوک، کی کالان، کارول کوک، دیوید کرایر، کارول بروس، مکدونالد کری، فرانسیس برگن، ویلیام دوزیر ایفای نقش کرده‌اند.